# Allerseelen (film 1919)
Allerseelen è un film muto del 1919 prodotto e diretto da Erik Lund.

## Produzione
Il film fu prodotto dalla Ring-Film GmbH (Berlin).

## Distribuzione
Uscì nelle sale cinematografiche tedesche con il visto di censura rilasciato nell'ottobre 1919.